# Verson
Verson és un municipi francès situat al departament de Calvados i a la regió de Normandia. L'any 2007 tenia 3.651 habitants.

## Demografia

### Població
El 2007 la població de fet de Verson era de 3.651 persones. Hi havia 1.332 famílies de les quals 260 eren unipersonals (100 homes vivint sols i 160 dones vivint soles), 388 parelles sense fills, 576 parelles amb fills i 108 famílies monoparentals amb fills.
La població ha evolucionat segons el següent gràfic:
Habitants censats

### Habitatges
El 2007 hi havia 1.385 habitatges, 1.341 eren l'habitatge principal de la família, 10 eren segones residències i 34 estaven desocupats. 1.178 eren cases i 202 eren apartaments. Dels 1.341 habitatges principals, 953 estaven ocupats pels seus propietaris, 376 estaven llogats i ocupats pels llogaters i 12 estaven cedits a títol gratuït; 23 tenien una cambra, 60 en tenien dues, 132 en tenien tres, 341 en tenien quatre i 785 en tenien cinc o més. 1.056 habitatges disposaven pel capbaix d'una plaça de pàrquing. A 511 habitatges hi havia un automòbil i a 739 n'hi havia dos o més.

### Piràmide de població
La piràmide de població per edats i sexe el 2009 era:
| Homes | Edats   | Dones |
| ----- | ------- | ----- |
| 0     | 95 o +  | 16    |
| 1     | 90 a 94 | 32    |
| 12    | 85 a 89 | 8     |
| 9     | 80 a 84 | 15    |
| 37    | 75 a 79 | 63    |
| 48    | 70 a 74 | 51    |
| 60    | 65 a 69 | 69    |
| 64    | 60 a 64 | 75    |
| 46    | 55 a 59 | 43    |
| 157   | 50 a 54 | 134   |
| 123   | 45 a 49 | 169   |
| 155   | 40 a 44 | 160   |
| 152   | 35 a 39 | 158   |
| 121   | 30 a 34 | 109   |
| 124   | 25 a 29 | 119   |
| 92    | 20 a 24 | 85    |
| 151   | 15 a 19 | 111   |
| 145   | 10 a 14 | 155   |
| 164   | 5 a 9   | 134   |
| 101   | 0 a 4   | 101   |

## Economia
El 2007 la població en edat de treballar era de 2.395 persones, 1.782 eren actives i 613 eren inactives. De les 1.782 persones actives 1.646 estaven ocupades (845 homes i 801 dones) i 136 estaven aturades (58 homes i 78 dones). De les 613 persones inactives 203 estaven jubilades, 283 estaven estudiant i 127 estaven classificades com a «altres inactius».

### Ingressos
El 2009 a Verson hi havia 1.334 unitats fiscals que integraven 3.602,5 persones, la mediana anual d'ingressos fiscals per persona era de 21.161 €.

### Activitats econòmiques
Dels 220 establiments que hi havia el 2007, 3 eren d'empreses extractives, 4 d'empreses alimentàries, 4 d'empreses de fabricació de material elèctric, 18 d'empreses de fabricació d'altres productes industrials, 42 d'empreses de construcció, 40 d'empreses de comerç i reparació d'automòbils, 14 d'empreses de transport, 4 d'empreses d'hostatgeria i restauració, 4 d'empreses d'informació i comunicació, 16 d'empreses financeres, 8 d'empreses immobiliàries, 26 d'empreses de serveis, 22 d'entitats de l'administració pública i 15 d'empreses classificades com a «altres activitats de serveis».
Dels 62 establiments de servei als particulars que hi havia el 2009, 1 era una oficina de correu, 2 oficines bancàries, 1 funerària, 6 tallers de reparació d'automòbils i de material agrícola, 1 taller d'inspecció tècnica de vehicles, 1 autoescola, 5 paletes, 6 guixaires pintors, 7 fusteries, 13 lampisteries, 4 electricistes, 1 empresa de construcció, 4 perruqueries, 1 agència de treball temporal, 3 restaurants, 3 agències immobiliàries, 1 tintoreria i 2 salons de bellesa.
Dels 14 establiments comercials que hi havia el 2009, 1 era un hipermercat, 2 fleques, 2 carnisseries, 1 una carnisseria, 1 una peixateria, 1 una botiga de roba, 1 una sabateria, 1 una botiga d'electrodomèstics, 1 una botiga de mobles, 1 una botiga de material de revestiment de parets i terra i 2 floristeries.
L'any 2000 a Verson hi havia 8 explotacions agrícoles que ocupaven un total de 472 hectàrees.

## Equipaments sanitaris i escolars
El 2009 hi havia 1 farmàcia i 1 ambulància.
El 2009 hi havia 1 escola maternal i 1 escola elemental. Verson disposava d'un col·legi d'educació secundària amb 593 alumnes.

## Poblacions més properes
El següent diagrama mostra les poblacions més properes.